# Wied Iż-Żurrieq Tower

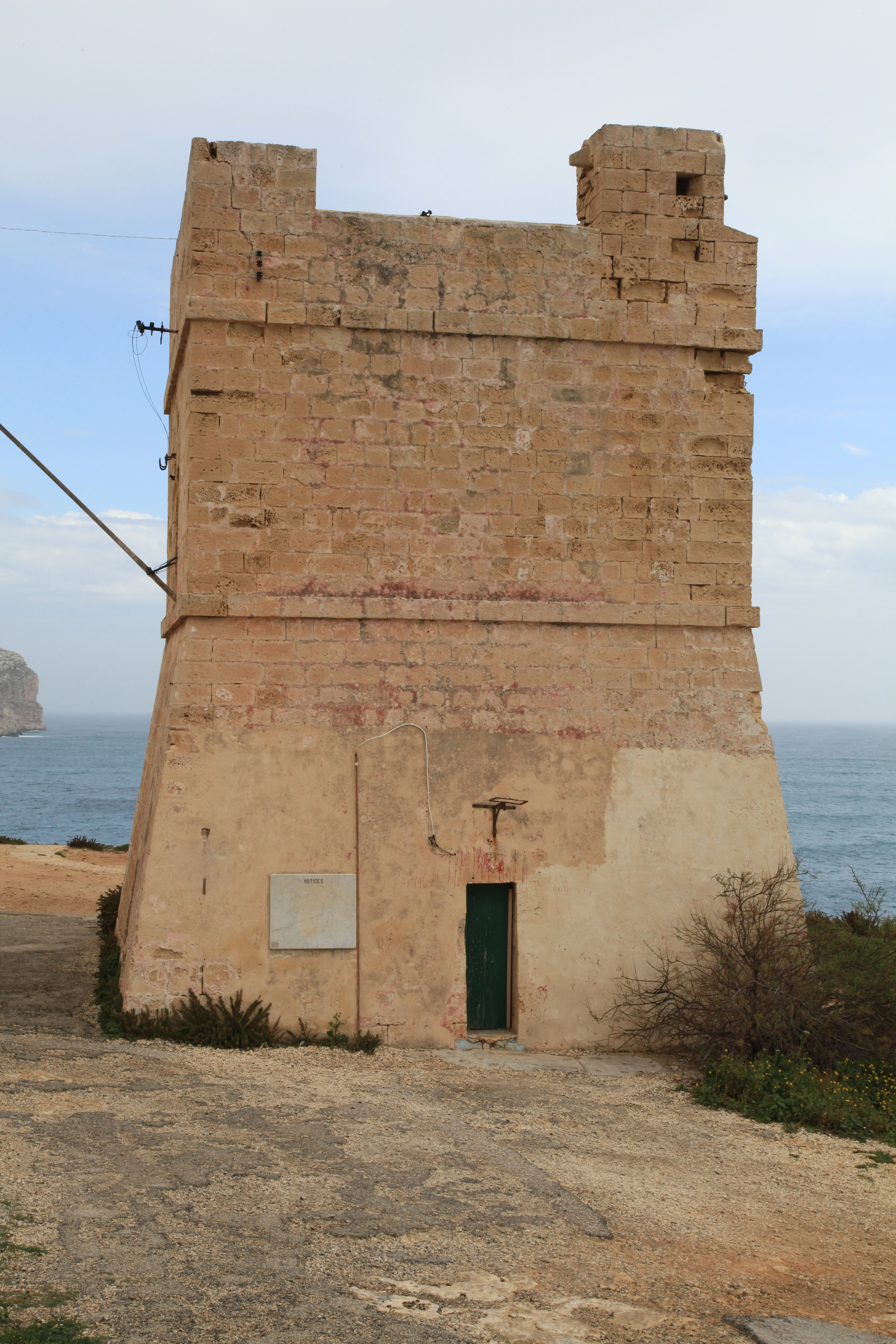
Der Wied Iż-Żurrieq Tower oder Sciuta Tower

Der Wied Iż-Żurrieq Tower, auch Sciuta Tower (maltesisch Torri ta' Xuta), Sciutu Tower (Torri ta' Xutu), italienisch Torri Sciuto genannt, ist ein ehemaliger Wachturm auf der maltesischen Hauptinsel Malta. Er steht in der Nähe des Dorfes Wied Iż-Żurrieq auf dem Gebiet der Gemeinde Qrendi. Der Turm steht als Grade-1-Bauwerk unter Denkmalschutz und ist im National Inventory of Cultural Property of the Maltese Islands unter der Nummer 1388 aufgeführt.

## Geschichte
Der Wied Iż-Żurrieq Tower wurde 1638 als letzter der Lascaris Towers erbaut. Ebenso wie der St George’s Tower diente er vermutlich als Vorbild für die De Redin Towers, jene Türme, die der Großmeister des Malteserordens Martin de Redin 1658 und 1659 errichten ließ. Seine Funktion als Wachturm behielt das Bauwerk bis in das späte 19. Jahrhundert.
Während des Zweiten Weltkriegs diente der Turm der Küstenwache als Beobachtungsposten. Danach war er bis 2002 Polizeistation und geriet dann in Verfall, bis er 2013 in die Obhut der Denkmalschutzorganisation Dín l-Art Ħelwa kam, die ihn restaurierte und der Öffentlichkeit zugänglich machte.

## Beschreibung

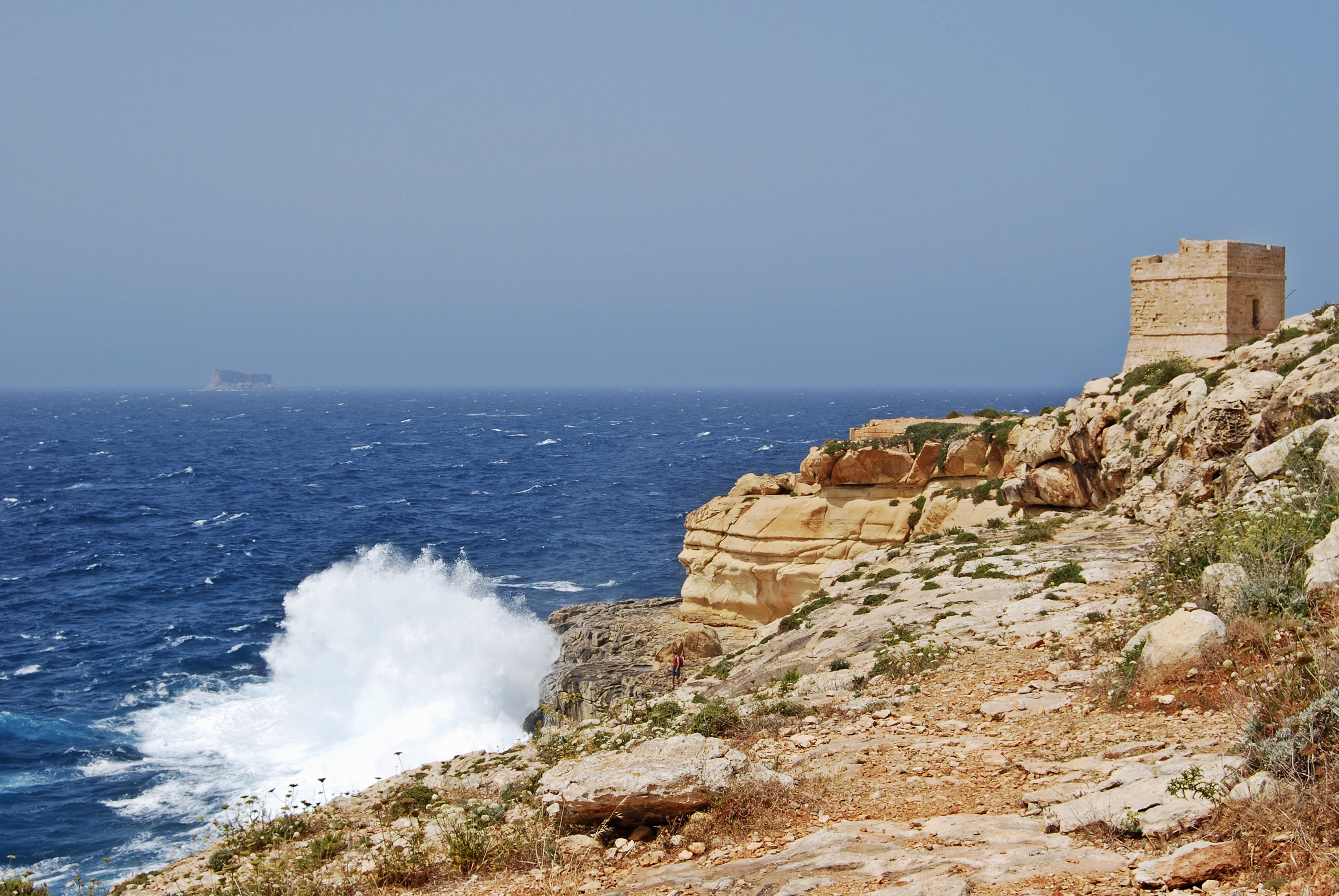
Torri ta’ Xutu (2009)

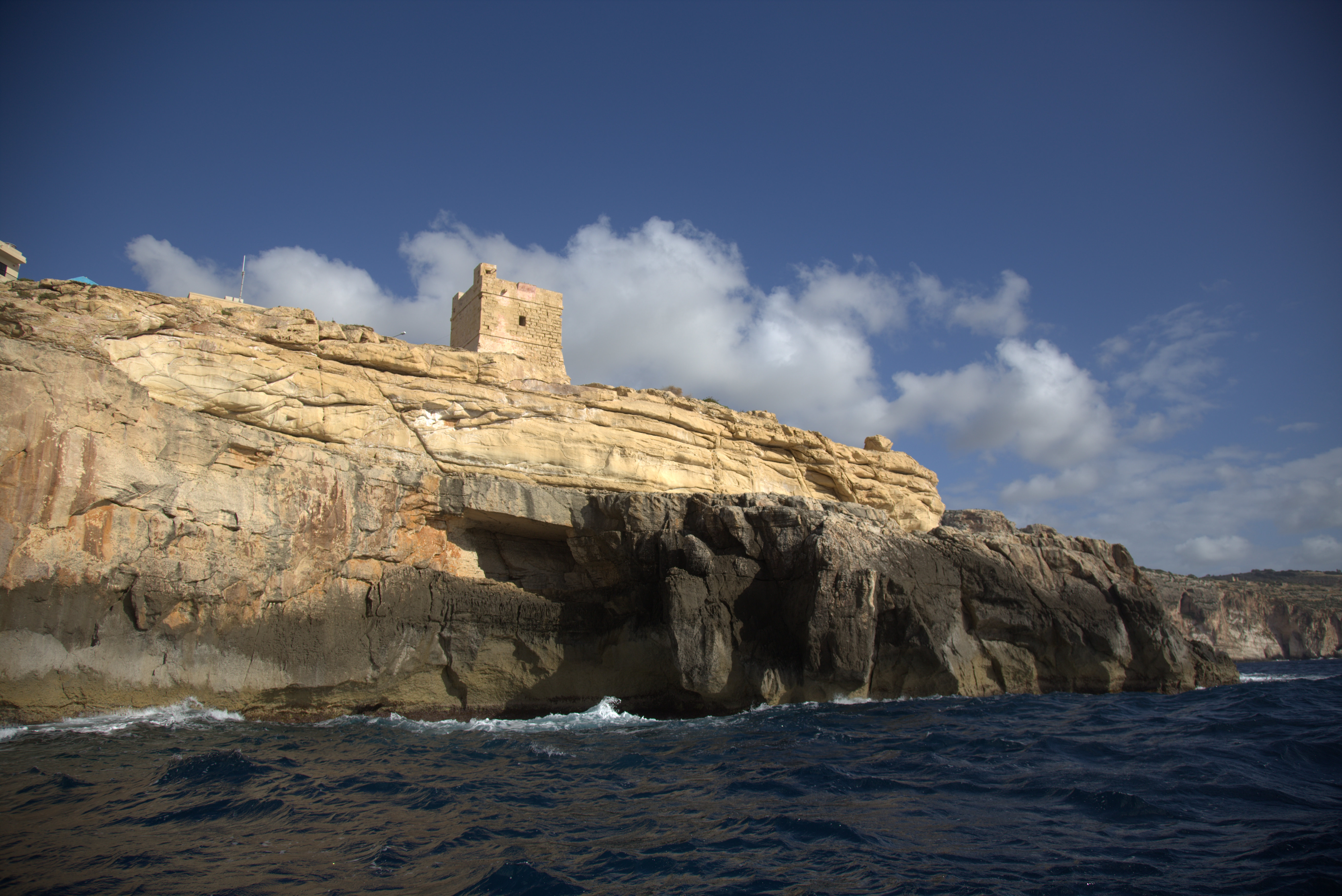
Ansicht vom Wasser

Der Turm erhebt sich auf einer quadratischen Grundfläche und zeigt im unteren Bereich abgeschrägte Wände. Der einzige Zugang führt ursprünglich durch eine Tür im Obergeschoss, die nur durch eine Leiter oder eine Strickleiter zu erreichen war.
Im Inneren ist der Turm um ein Tonnengewölbe herumgebaut, das dazu bestimmt ist, auch höhere Lasten wie etwa Geschütze aufzunehmen. Dieses Gewölbe wird durch eine Zwischendecke unterteilt, die auf Wandbögen ruht, hierdurch entstehen zwei übereinanderliegende Räume. Der obere davon war als Wohnraum für die dort stationierten Soldaten vorgesehen, der untere, fensterlose Raum als Lager. Eine Wendeltreppe innerhalb der starken Mauern führt vom ersten Stock zum Dach des Turmes. Das Dach ist von einer Brüstung umgeben, die mit Zinnen bewehrt ist. Eine Öffnung im Dach diente als Belüftung. Der Zugang zum Bauwerk erfolgte von der Landseite aus, während seeseitig ein kleines Fenster Ausblick gewährte.

## Bewaffnung
Auf dem Dach des Gebäudes findet sich ein Geschütz aus der Zeit der Malteserritter. Diese Kanone wurde 1792 kurz vor dem Ende der Ordensherrschaft aufgestellt.